# توشيوكي ناكاغاوا
توشيوكي ناكاغاوا (باليابانية: 中川 利之) (مواليد 6 أبريل 1976)، هو لاعب كرة قدم سابق كان يلعب كمهاجم.